# Quintus Domitius Victor
Quintus Domitius Victor (vollständige Namensform Quintus Domitius Quinti filius Quirina Victor) war ein im 1. Jahrhundert n. Chr. lebender Angehöriger des römischen Ritterstandes (Eques).
Durch eine Inschrift, die in Calama gefunden wurde, ist die militärische Laufbahn (siehe Tres militiae) von Victor bekannt. Er war zunächst Kommandeur (Praefectus) der Cohors VI Brittonum, die in der Provinz Germania inferior stationiert war. Im Anschluss diente er als Tribunus militum zunächst in der Legio X Fretensis, die ihr Hauptlager in Jerusalem in der Provinz Iudaea hatte und danach in der Legio III Cyrenaica, die ihr Hauptlager in Alexandria in der Provinz Aegyptus hatte.
Victor war in der Tribus Quirina eingeschrieben und stammte vermutlich aus Calama, wo er auch Patron war.

## Datierung
Tatiana Alexandrovna Ivleva datiert sein Kommando über die Cohors VI Brittonum in das späte 1. Jahrhundert.